# Rhamphomyia polita
Rhamphomyia polita är en tvåvingeart som beskrevs av Friedrich Hermann Loew 1862. Rhamphomyia polita ingår i släktet Rhamphomyia och familjen dansflugor. Inga underarter finns listade i Catalogue of Life.